# Пантерсвілл (Джорджія)
Пантерсвілл (англ. Panthersville) — переписна місцевість (CDP) в США, в окрузі Декальб штату Джорджія. Населення — 11 237 осіб (2020).

## Географія
Пантерсвілл розташований за координатами 33°42′30″ пн. ш. 84°16′28″ зх. д. / 33.70833° пн. ш. 84.27444° зх. д. (33.708320, -84.274474).  За даними Бюро перепису населення США в 2010 році переписна місцевість мала площу 9,55 км², з яких 9,50 км² — суходіл та 0,05 км² — водойми.

## Демографія
Згідно з переписом 2010 року, у переписній місцевості мешкало 9749 осіб у 3753 домогосподарствах у складі 2425 родин. Густота населення становила 1021 особа/км².  Було 4614 помешкання (483/км²).
Расовий склад населення:
| - 96,5 % — чорних або афроамериканців - 1,7 % — білих - 0,3 % — азіатів - 0,1 % — корінних американців |

До двох чи більше рас належало 1,0 %. Частка іспаномовних становила 1,1 % від усіх жителів.
За віковим діапазоном населення розподілялося таким чином: 25,7 % — особи молодші 18 років, 63,7 % — особи у віці 18—64 років, 10,6 % — особи у віці 65 років та старші. Медіана віку мешканця становила 34,9 року. На 100 осіб жіночої статі у переписній місцевості припадало 79,7 чоловіків;  на 100 жінок у віці від 18 років та старших — 73,5 чоловіків також старших 18 років.
Середній дохід на одне домашнє господарство  становив 41 849 доларів США (медіана — 32 455), а середній дохід на одну сім'ю — 49 567 доларів (медіана — 41 335). Медіана доходів становила 27 750 доларів для чоловіків та 30 964 долари для жінок. За межею бідності перебувало 25,2 % осіб, у тому числі 44,8 % дітей у віці до 18 років та 17,3 % осіб у віці 65 років та старших.
Цивільне працевлаштоване населення становило 3631 осіб. Основні галузі зайнятості: освіта, охорона здоров'я та соціальна допомога — 25,6 %, транспорт — 12,3 %, мистецтво, розваги та відпочинок — 12,0 %.